# کریس کروچر
کریس کروچر (انگلیسی: Chris Croucher؛ زادهٔ ۱ اوت ۱۹۸۱) نویسنده، دستیار کارگردان و تهیه‌کننده فیلم اهل بریتانیا است.
از فیلم‌ها یا مجموعه‌های تلویزیونی که وی در آن‌ها نقش داشته‌است، می‌توان به درخواست دوستی در حال بررسی، ستاره‌هایی در فیلم‌های کوتاه، ویمبلدون، راهنمای مسافران مجانی کهکشان، پس از مرگ، شاهد خاموش، خبر داغ، ۲۸ هفته بعد، قتل‌های آکسفورد، دختر دیگر بولین، دوریت کوچک، وایت‌چپل، دریای آبی عمیق و دانتون ابی اشاره نمود.